# Сіді-Іфні
Сіді-Іфні (араб. سيدي إفني) — місто на південному заході Марокко, в регіоні Гельмім-Ес-Смара. Центр провінції Сіді-Іфні.

## Географія
Місто лежить на березі Атлантичного океану, має рейдовий порт. Відоме своїми пляжами, зокрема пляжем Лезгіра з вимитими водою в скелях мальовничими арками, одна з яких зруйнувалася навесні 2016 року.

### Клімат
Місто знаходиться у зоні, котра характеризується кліматом тропічних пустель. Найтепліший місяць — липень із середньою температурою 20.6 °C (69 °F). Найхолодніший місяць — січень, із середньою температурою 15 °С (59 °F).
| Клімат Сіді-Іфні        | Клімат Сіді-Іфні | Клімат Сіді-Іфні | Клімат Сіді-Іфні | Клімат Сіді-Іфні | Клімат Сіді-Іфні | Клімат Сіді-Іфні | Клімат Сіді-Іфні | Клімат Сіді-Іфні | Клімат Сіді-Іфні | Клімат Сіді-Іфні | Клімат Сіді-Іфні | Клімат Сіді-Іфні | Клімат Сіді-Іфні |
| Показник                | Січ.             | Лют.             | Бер.             | Квіт.            | Трав.            | Черв.            | Лип.             | Серп.            | Вер.             | Жовт.            | Лист.            | Груд.            | Рік              |
| Абсолютний максимум, °C | 32               | 31               | 38               | 39               | 42               | 31               | 46               | 41               | 38               | 39               | 37               | 31               | 46               |
| Середній максимум, °C   | 18               | 19               | 20               | 21               | 21               | 22               | 23               | 23               | 23               | 23               | 23               | 20               | 22               |
| Середня температура, °C | 14               | 15               | 16               | 18               | 18               | 19               | 20               | 20               | 20               | 19               | 19               | 16               | 18               |
| Середній мінімум, °C    | 11               | 12               | 13               | 15               | 15               | 16               | 17               | 17               | 17               | 16               | 15               | 13               | 15               |
| Абсолютний мінімум, °C  | 4                | 7                | 9                | 9                | 9                | 12               | 12               | 10               | 13               | 11               | 7                | 5                | 4                |
| Норма опадів, мм        | 20               | 20               | 10               | 10               | 0                | 0                | 0                | 0                | 0                | 0                | 20               | 40               | 160              |
| Днів з дощем            | 2                | 2                | 1                | 1                | 0                | 0                | 0                | 0                | 0                | 0                | 1                | 3                | 15               |
| Вологість повітря, %    | 77               | 77               | 80               | 80               | 83               | 86               | 88               | 89               | 87               | 81               | 79               | 80               | 82               |
| ----------------------- | ---------------- | ---------------- | ---------------- | ---------------- | ---------------- | ---------------- | ---------------- | ---------------- | ---------------- | ---------------- | ---------------- | ---------------- | ---------------- |
| Джерело: Weatherbase    |                  |                  |                  |                  |                  |                  |                  |                  |                  |                  |                  |                  |                  |

## Історія

Герб міста під владою Іспанії

Територія навколо Сіді-Іфні була заселена берберами, але іспанські мореплавці заснували на ній поселення Санта-Крус-де-ла-Мар-Пекенья ще у XV столітті. Надалі територію завоювали марокканські султани, втім за підсумками іспансько-марокканської війни у 1860 році ця територія знову перейшла до Іспанії. Містечко Сіді-Іфні було засноване 1934 року як центр іспанської анклавної колонії Іфні.
З 1946 року Сіді-Іфні став центром колонії Іспанська Західна Африка.
Після здобуття Марокко незалежності уряд цієї держави намагався захопити анклав Іфні та його центр. Зокрема під час війни Іфні місто було потужно укріплене іспанцями, а марокканська армія взяла його в облогу від грудня 1957 до червня 1958. Втім за наслідками війни до Марокко перейшла лише місцевість навколо міста, а Сіді-Іфні залишалося у власності Іспанії до 1969 року. 4 січня було підписано угоду про передачу Сіді-Іфні в обмін на збереження права для іспанських риболовецьких суден вести промисел у берегів Марокко. 30 червня 1969 року Сіді-Іфні остаточно увійшло до складу Марокко.
У 2014 році Марокканське управління з вуглеводнів і корисних копалин заявило, що на шельфі у 59 км від Сіді-Іфні було знайдено поклади нафти.

## Населення
До 1969 року більшість населення Сіді-Іфні складали іспанці.
У 1971 році населення міста складало 13,7 тисяч осіб.
За переписом 1994 року в місті мешкало 19722 особи, 2004 року — 20051 особа, за результатами перепису 2014 року — 21618 осіб.